# ФК Тхеконг
ФК „Тхеконг“ (на виетнамски: Thể Công) е бивш футболен клуб в Ханой, Виетнам, представлявал Виетнамската народна армия.

## История
Основан е на 23 септември 1954 г. През годините отборът на клуба е сред най-успешните в шампионата на Северен Виетнам, печелейки 13 титли.
През 1975 г., в края на Виетнамската война, отборът е преименуван на ЦСКА. Става петкратен шампион на обединен Виетнам, което го прави най-успешния клуб на местно ниво. За последно „армейците“ стават национални шампиони през 1998 г.
През 1999 г. е върнато старото име „Тхеконг“. Под това име тимът участва в Шампионската лига на Азия през 2000 г., но достига само до втори предварителен кръг.
През 2004 г. клубът се преименува на „Тхеконг-Виетел“, добавяйки името на спонсора. След като изпада от Ви Лигата обаче връща оригиналното си име. През 2007 г. „Тхеконг“ се завръща в елита.
През 2009 г. Министерството на отбраната на Виетнам спира да финансира клуба. „Тхеконг“ се обединява с ФК „Тханхоа“ под името „Ламсон Тханхоа“.

## Успехи
- Шампион на Виетнам – 1981/82, 1982/83, 1987, 1990, 1998
- Шампион на Северен Виетнам – 1956, 1958, 1968, 1969, 1971, 1972, 1973, 1974, 1975, 1976, 1977, 1978, 1979
- Виетнамска Първа лига – 2007
- Суперкупа на Виетнам – 1999